# St. Mauritius (Hittfeld)

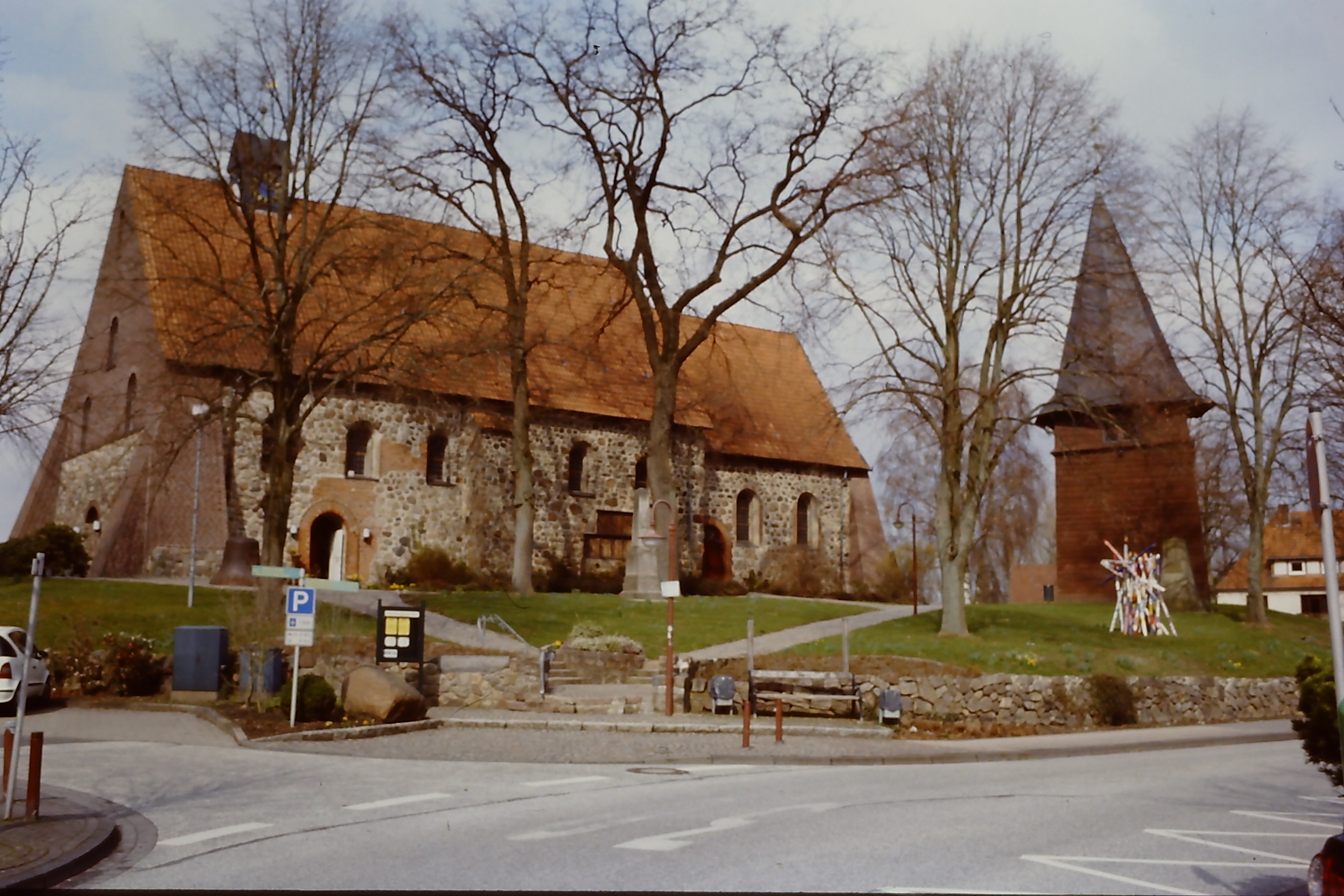
Straßenansicht

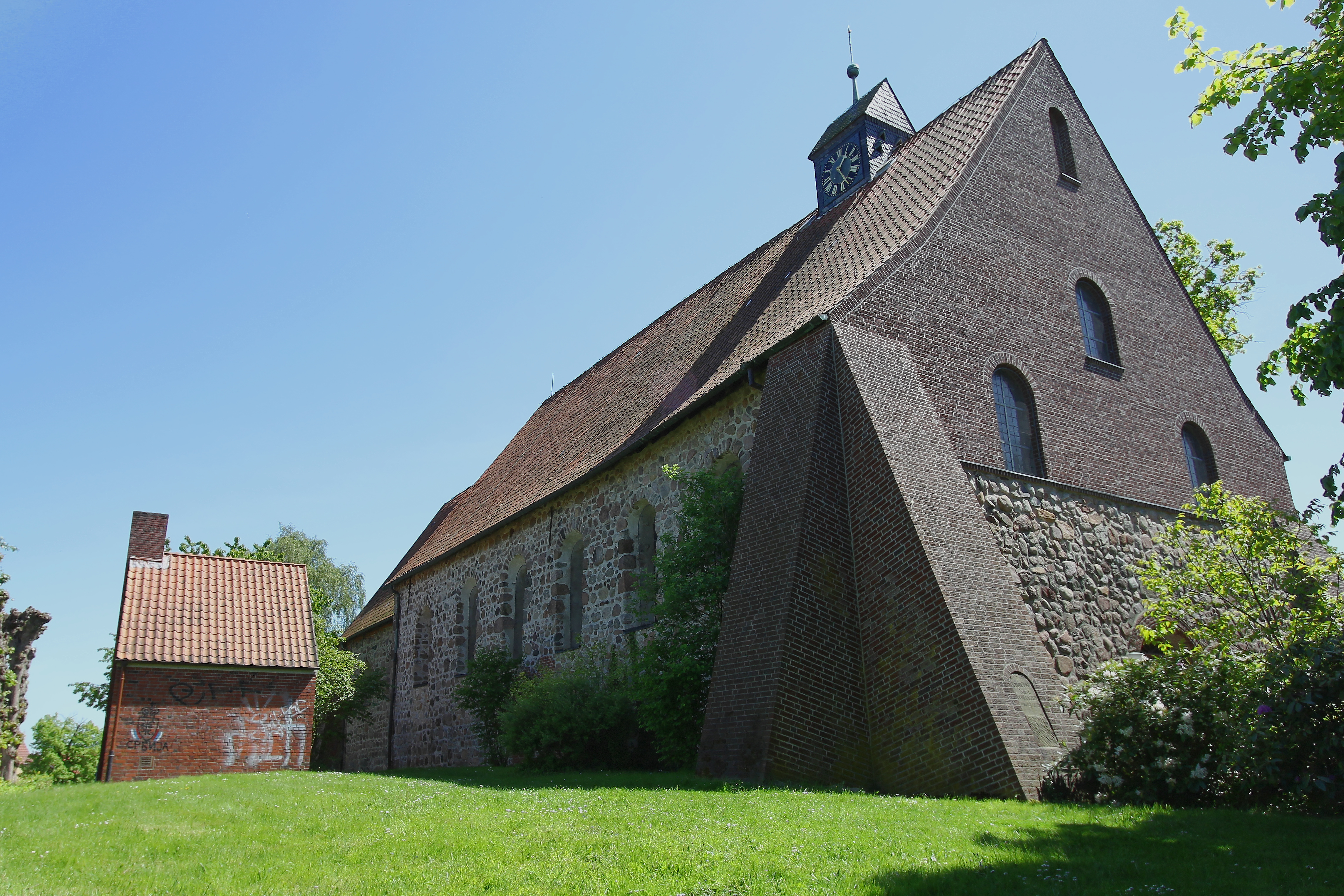
Westgiebel

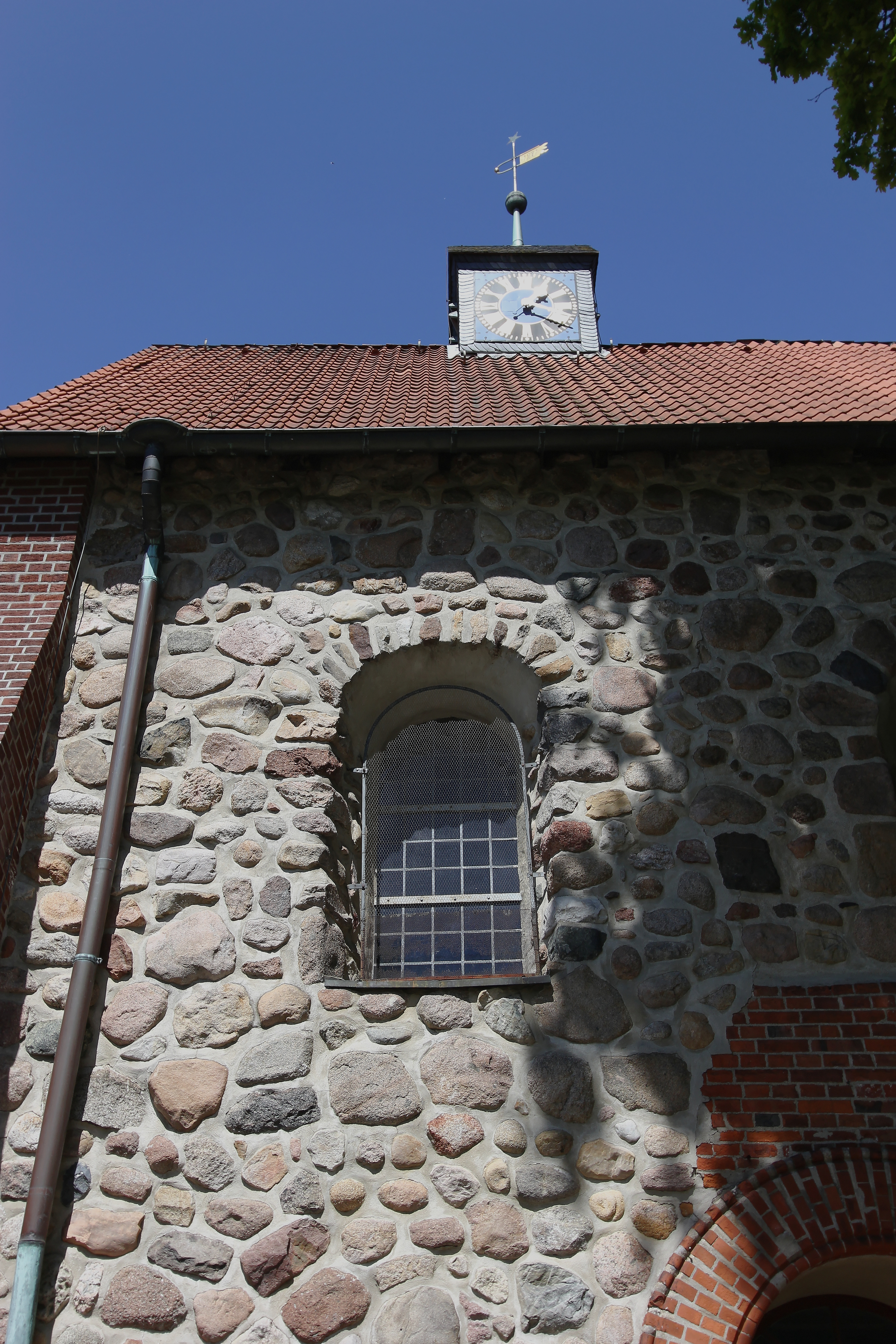
Feldsteinmauer und Dachreiter

Die evangelisch-lutherische Kirche St. Mauritius ist die älteste Kirche des Ortsteiles Hittfeld der Gemeinde Seevetal im Landkreis Harburg in Niedersachsen.

## Bau der Kirche
Zur Gründung der Hittfelder Kirche gibt es keine überlieferten schriftlichen Quellen. Die zeitliche Einordnung stützt sich auf Untersuchungen der Bausubstanz selber. Aus dem frühen 9. Jahrhundert sind Pfostenlöcher im Kircheninneren nachgewiesen, aus denen man auf einen zu dieser Zeit errichteten ersten, mindestens 14 m langen, hölzernen Kirchenbau schließen kann. Ab dem 11. Jahrhundert wurde der Holzbau durch ein steinernes Kirchenschiff ersetzt, das wenigstens ein Mal erweitert wurde. Die westliche Begrenzung der ersten Bauwerke befand sich jeweils an der gleichen Stelle wie die heutige Westwand, alle Erweiterungen fanden in östlicher Richtung statt. Zunächst entstand ein etwa quadratischer Chor mit 6 m Kantenlänge im heutigen Übergangsbereich zwischen Kirchenschiff und Altarraum. Im 13. Jahrhundert verlängerte und verbreiterte man das Kirchenschiff, so dass es eine Fläche von fast 300 m² bedeckte.
Wann Mauritius der Namenspatron der Kirche wurde, ist nicht genau bekannt, es gilt aber als wahrscheinlich, dass die Kirche bereits recht früh nach ihm benannt wurde. Zunächst spricht die im fränkischen Reich ab dem 10. Jahrhundert zunehmende Beliebtheit des heiligen Mauritius als Namenspatron von Kirchen für diese Annahme. Des Weiteren gelten die Grafen von Northeim, die im 11. Jahrhundert Landesherren von Hittfeld waren, als Förderer der Mauritiusverehrung im Norden Deutschlands. Die Kirche bildete bald den Mittelpunkt eines dem Bistum Verden unterstellten Archidiakonats und ist seit 1236 als Sitz des Gau-Gerichtes nachgewiesen.
Ein erster Kirchturm befand sich an der Westseite des Kirchenschiffs, der jedoch 1353 wegen Baufälligkeit abgebrochen wurde und zunächst durch den Dachreiter im westlichen Teil des Daches ersetzt wurde. Den nördlichen kleinen Erweiterungsbau errichtete man wohl im 14. Jahrhundert. Im 15. Jahrhundert brannten der Dachstuhl der Kirche und das Pastorat vollständig ab. Der Dachstuhl wurde in zwei Schritten neu errichtet und ist bis heute erhalten. Gleichzeitig renovierte man den ganzen Bau grundlegend. Im Anbau fand man später Reste des durch den Brand unbrauchbar gewordenen Inventars, so ein Rauchfass, Reste eines Leuchters, bunte Glasscherben und Splitter von drei verschiedenen Bronzeglocken.
Wann der heutige Glockenturm erbaut wurde, ist unklar. Aus Untersuchungen des Holzes schließt man, dass dies vor 1620 gewesen sein muss. Renovierungen und Instandsetzungen des Turms sind für 1687, 1742 und 1862 nachgewiesen. Bei der letzten Renovierung erhielt er das heutige Schieferdach und die waagerechte Holzbeplankung.
Der heutige Westgiebel ist von 1768, das gesamte Gebäude erfuhr in den Jahren 1971 bis 1972 eine umfangreiche Renovierung und Instandsetzung. An fast allen Außenwänden finden sich Spuren der kontinuierlichen Instandsetzung über die Jahrhunderte wie ausgebessertes Mauerwerk, Maueranker und Stützpfeiler.

## Ausstattung

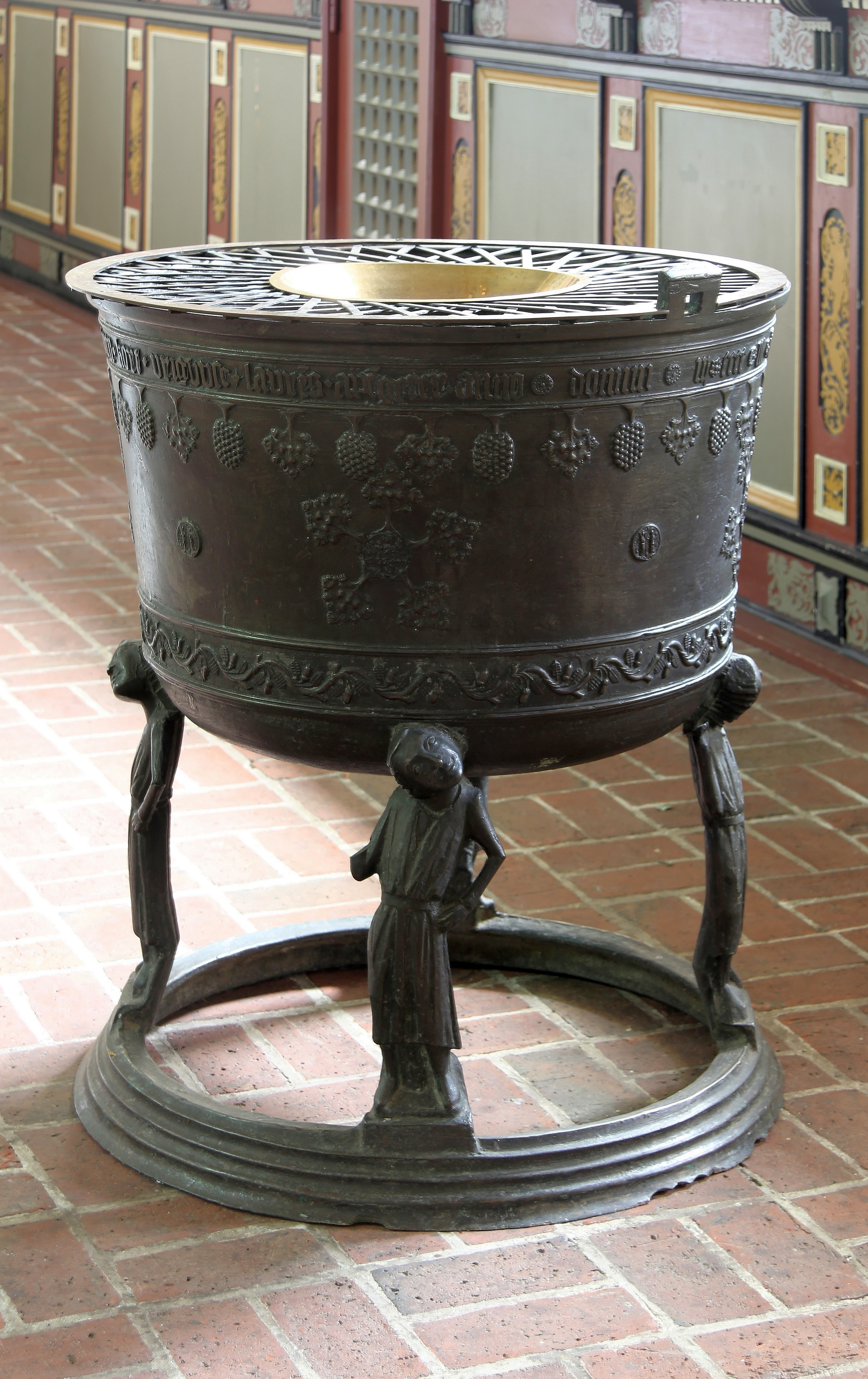
Gotisches Taufbecken

Eines der ältesten Stücke in der Kirche ist der bronzene Taufkessel von Lorenz Grove, der auf 1438 datiert wird, dessen Trägerfiguren aber deutlich älter sind. Ein Bild im Inneren zeigt Maria mit dem Jesuskind auf dem Arm.
In der Kirche wurden immer wieder bedeutende Persönlichkeiten der Umgebung beerdigt. Ein 1575 erstellter, besonders prächtiger Grabstein für Fritz von dem Berge aus Lindhorst steht seit 1966 aufrecht links unterhalb der Kanzel. Ein Grabstein für Clas Neymann aus Over aus dem Jahr 1670 wird heute als Teil des Altars verwendet.
Der Messingkronleuchter im Altarraum kam 1620 in die Kirche.
Die heutige Kanzel fertigte 1657 der Bildschnitzer Tamke aus Buxtehude. Auffälliges Detail sind die Engelsfiguren auf ihrem Baldachin, die mit einigen der Marterwerkzeuge Christi dargestellt sind. Sie werden durch eine zentrale Figur Christus als Weltenretter ergänzt. Im unteren Teil finden sich Figuren der vier Evangelisten. Für die gesamte Kanzel sind mehrere historische Farbgebungen nachweisbar, die heutigen Farben entsprechen denen von 1690.
Der Altar ist neueren Datums, von ursprünglichen Bildaltären findet man keine Reste mehr in der Kirche. Die Heiligenfiguren aus der Werkstatt von Ingeborg Steinohrt wurden 1957 hinter dem Altar angebracht und stellen Moses mit den Gesetzestafeln, Johannes den Täufer mit dem Lamm, Petrus mit dem Schlüssel und Paulus mit dem Schwert dar.
Der Innenraum hatte über sehr lange Zeiten Emporen, die erst in der zweiten Hälfte des 20. Jahrhunderts auf den heutigen Stand reduziert wurden. Über den Verbleib der Gemälde, mit denen die Emporen geschmückt waren, ist nichts bekannt. In der Nordwand gibt es seit 1955 ein Wappenfenster, das im 16. Jahrhundert von Jagow von Fachenfelde gestiftet wurde.
Die heute sichtbare Rankenmalerei auf der flachen Holzbalkendecke entdeckte man 1972 bei Instandsetzungsarbeiten. Sie ist mit Sicherheit einige Jahrhunderte alt, genaue Angaben zur Entstehung gibt es jedoch nicht.
Der Dornbusch, eine Plastik in einer Sandschale in der Nordostecke der Kirche, wurde im Jahre 2000 von der Künstlerin Sabine von Diest-Brackenhausen geschaffen. Er symbolisiert den brennenden Dornbusch, auf den Moses auf seinem Weg durch die Wüste stieß.

## Glocken
Seit 1556 lassen sich Glocken in der Kirche nachweisen. Für 1608 ist der Umguss einer gesprungenen Glocke bekannt. Danach werden am 27. Dezember 1781 und am 6. April 1787 wieder gesprungene Glocken verzeichnet. In den 1780er-Jahren brachte man die gesprungenen Glocken nach Celle und ließ sie dort umgießen. Beide „neuen“ Glocken befinden sich seit dem 16. September 1787 wieder im Glockenturm. Die Glocken der Kirche hätten im Zweiten Weltkrieg zu Rüstungszwecken eingeschmolzen werden sollen, konnten aber nach Kriegsende unbeschädigt vom Glockenfriedhof in Hamburg zurückgeholt werden. Als Andenken an die Gefallenen der Weltkriege gab die Gemeinde eine Eisenglocke in Auftrag. Da der Glockenturm aber ihr Gewicht nicht tragen konnte, wurde sie wieder abgehängt und dient heute als Mahnmal vor dem Haupteingang.

## Orgel

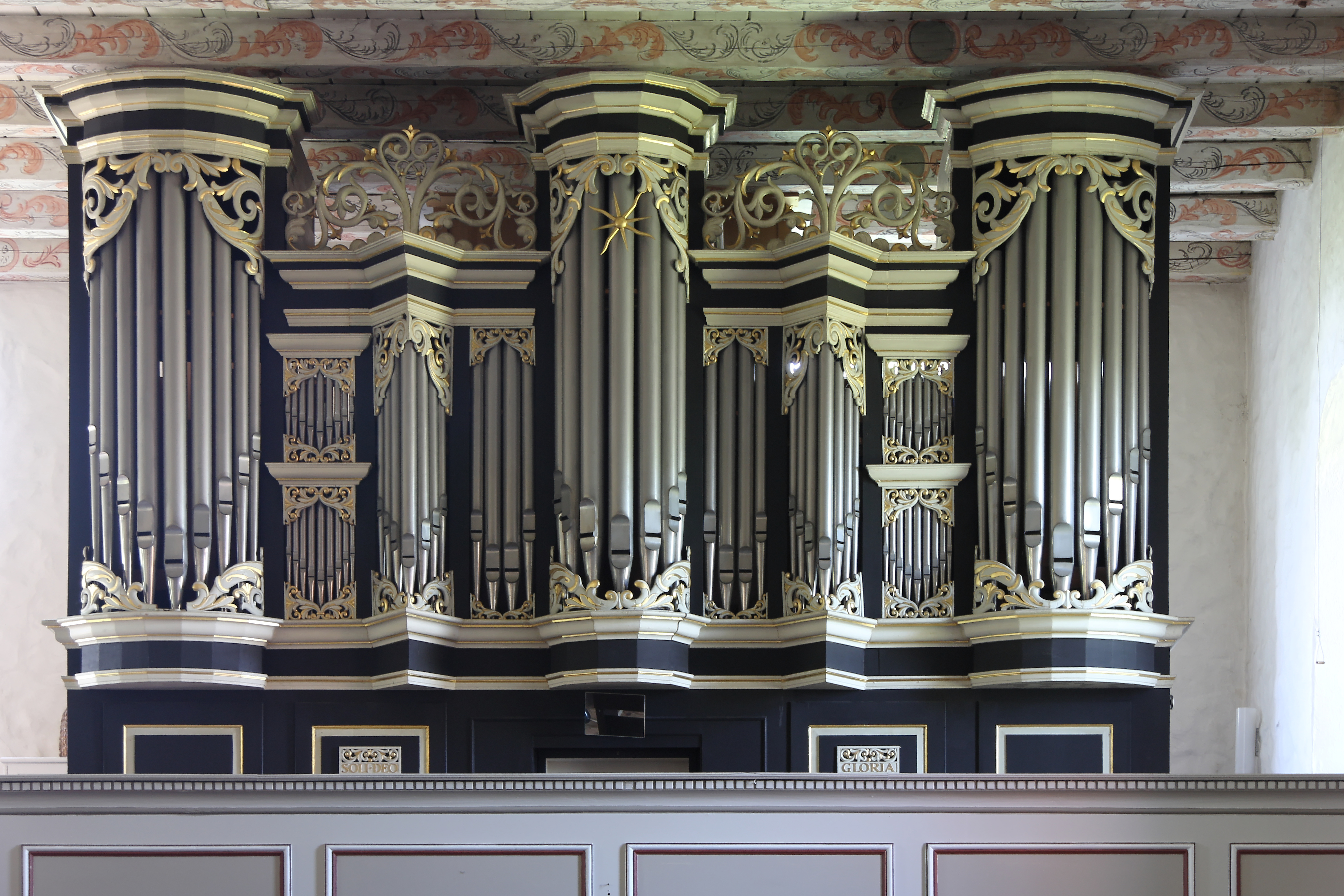
Orgelprospekt

Seit 1677 verfügt die Kirche über eine Orgel, die ursprünglich aus Hamburg kam und zunächst an der Ostseite aufgestellt war. Von dieser ersten Orgel sind heute noch zwei Register erhalten. Mitte des 19. Jahrhunderts baute der Lüneburger Orgelbauer Hildebrandt die Orgel um, sie bekam den heutigen Prospekt und ihren jetzigen Platz auf der Westempore. Eine weitere grundlegende Umgestaltung, die den Charakter der heutigen Orgel bestimmte, führte 1880 die Fa. Furtwängler durch. Bei der notwendigen Restaurierung 2001 ergänzte der Orgelbauer Franz Rietzsch zwei neue Register. Durch Schimmelbefall war 2020 eine erneute Restaurierung durch Fa. Hillebrand notwendig, welche durch Spenden finanziert werden musste. Neben der Restaurierung wurde auch eine Belüftungsanlage eingebaut, um erneutem Schimmelwachstum entgegenzuwirken. Die Wiedereinweihung erfolgte mit einem Orgelkonzert am 28. August 2021 unter dem Motto „Viva L’organo!“.
Die Orgel umfasst zwei Manuale, Pedal, 24 Register und 1568 Pfeifen.

## Fotografien und Karte
Koordinaten: 53° 23′ 8″ N, 9° 59′ 4″ O

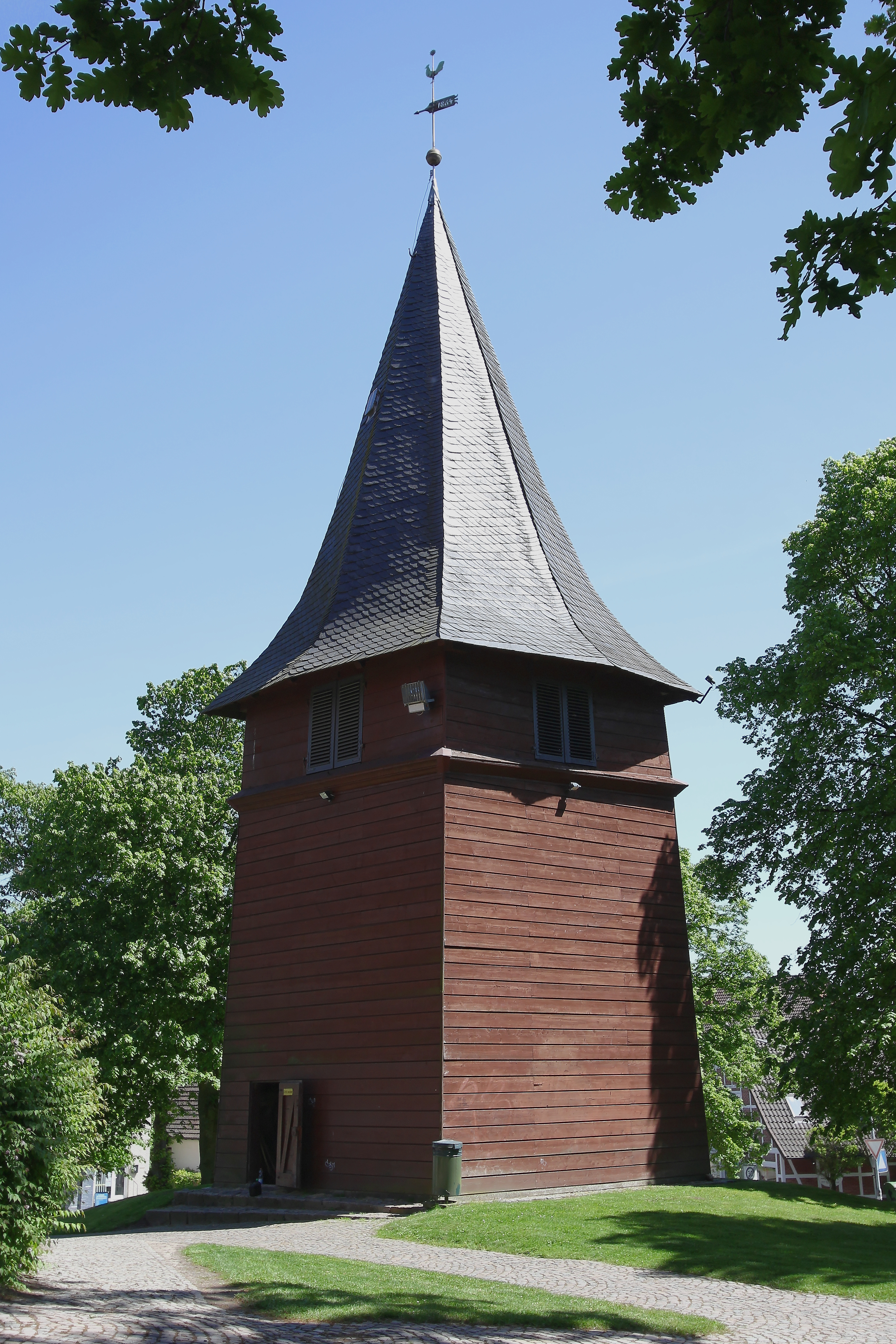
Glockenturm
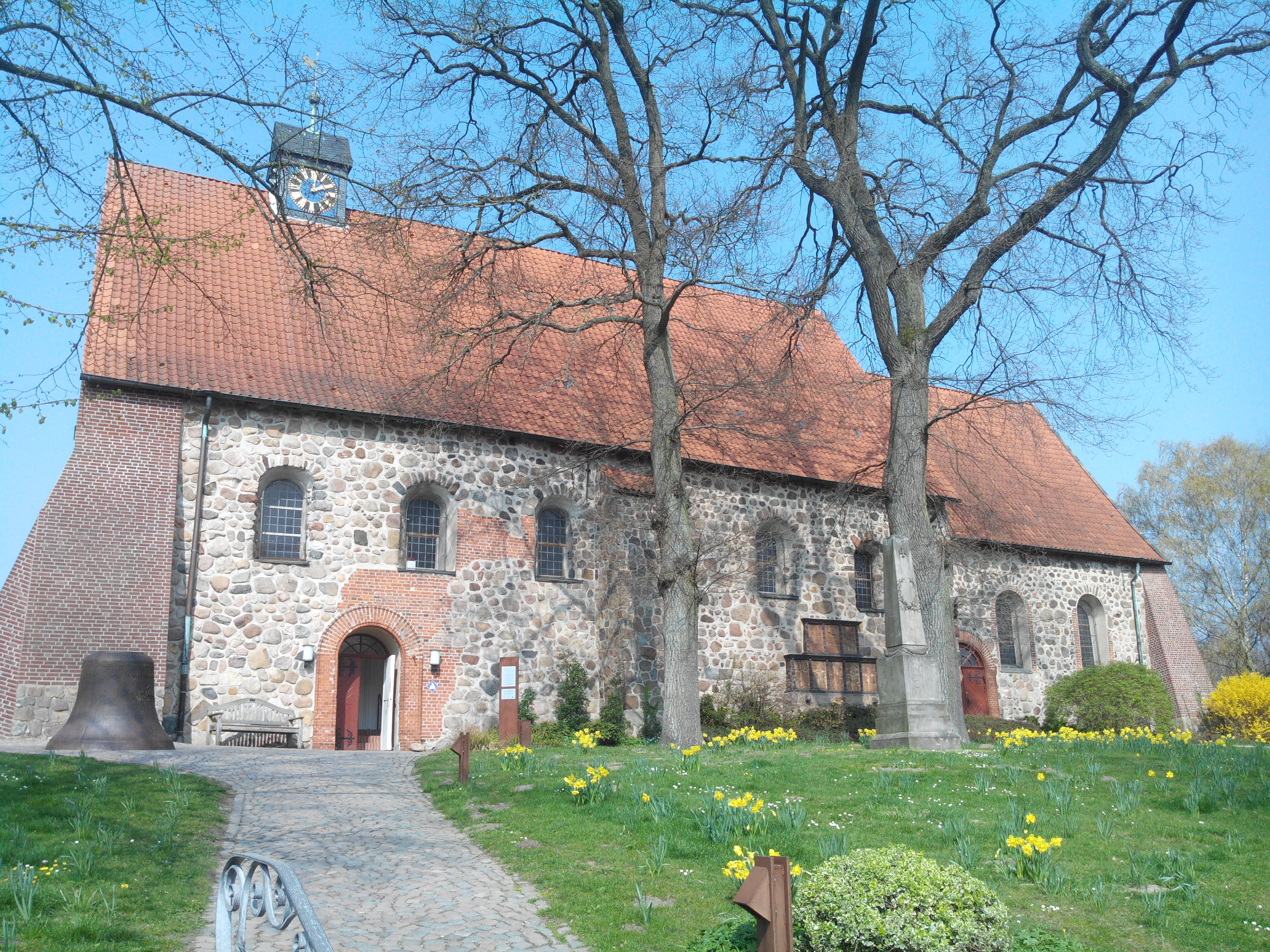
Südseite des Kirchenschiffs
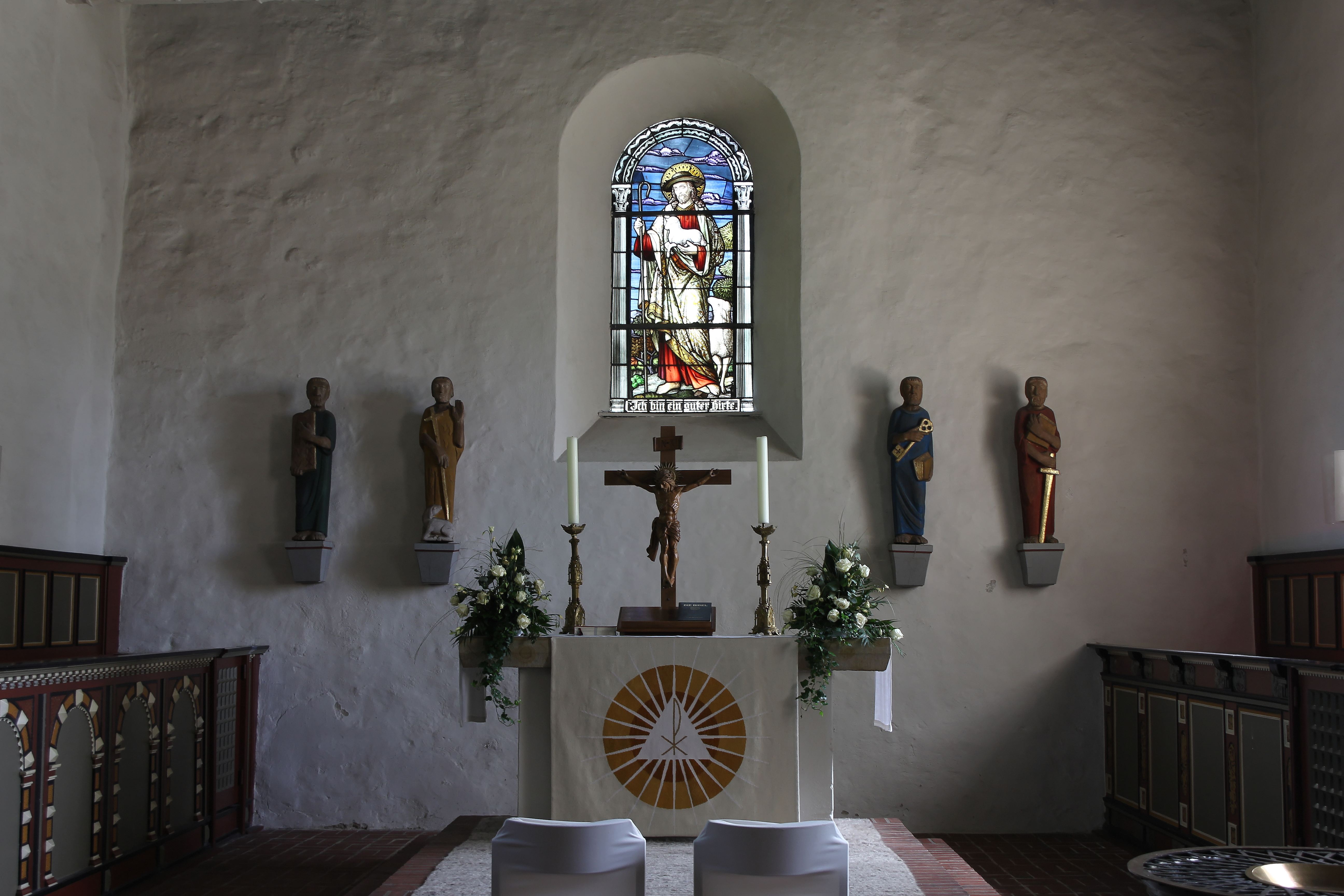
Altarraum
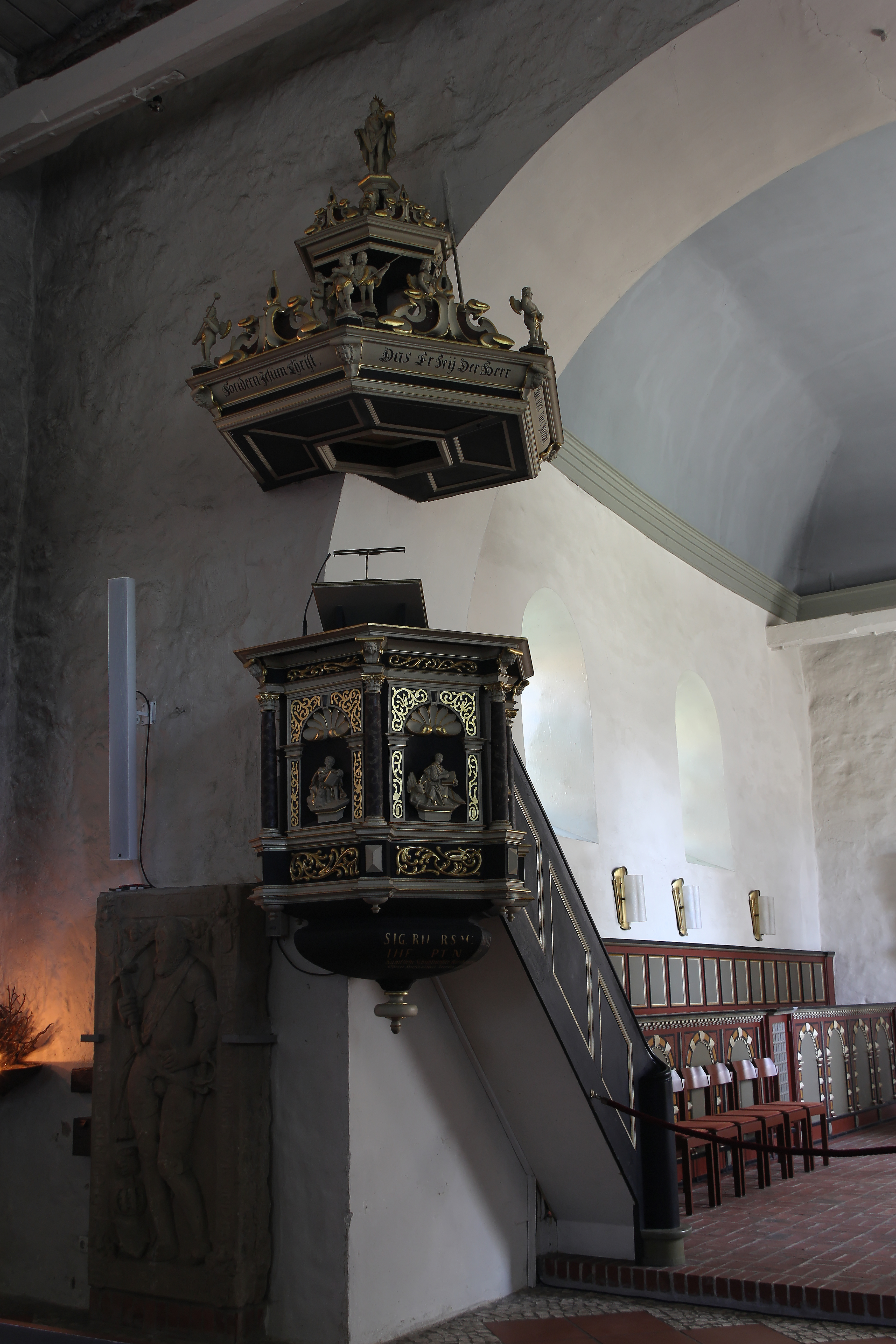
Kanzel